# Ludwig Friedländer
Ludwig Heinrich Friedländer, född 16 juli 1824 i Königsberg (nuvarande Kaliningrad), död 16 december 1909 i Strassburg, var en tysk klassisk filolog och arkeolog, far till Paul Friedländer. 
Friedländer var 1856–92 professor vid universitetet i Königsberg, men sedermera bosatt i Strassburg. Han var en synnerligen framstående kännare av Roms kulturhistoria; särskilt berömda är hans Darstellungen aus der Sittengeschichte Roms (sjunde upplagan 1901) samt kommentarupplagor av Petronius (andra upplagan 1906), Juvenalis (1895) och Martialis (1886). År 1905 utkom Erinnerungen, Reden und Studien.